# 무라타 게이지로
무라타 게이지로(일본어: 村田 敬次郎, 1924년 2월 12일~2003년 4월 2일)는 10선 중의원 의원을 지낸 일본의 정치인이다.

## 생애
1924년 2월 12일에 아이치현 도요하시시에서 태어났다. 구제 아이치현 도요하시 중학교(지금의 아이치현립 지슈칸 고등학교)와 구제 제삼 고등학교를 거쳐 1949년에 교토 제국대학(지금의 교토 대학) 법학부를 졸업했다. 직후에 자치성에서 관료 생활을 시작해 아이치현 건설부장 등을 역임했다.
아이치현 정재계로부터 총선 출마를 권유받자 1969년 4월에 관료를 사임한 뒤 12월에 실시된 총선에 출마해 당선됐다. 무라타는 고교 시절에 장 폴 사르트르나 프란츠 카프카의 저서를 닥치는 대로 읽었고 앙드레 말로의 저작을 통해 행동의 철학을 배우고 이때부터 정치가를 꿈꾸었다. 소속 정당은 자유민주당이었으며 소속 파벌은 청화회였다.
1983년 12월 총선 과정에서 현의회 의원 야마모토 가즈아키가 매수 혐의로 체포되었으며 다른 현의회 의원 12명이 피매수 혐의로 역시 체포되는 일이 있었다. 1984년 11월에 제2차 나카소네 내각 (제1차 개조)이 출범했을 때 통산상으로 처음 입각했으며 1992년 12월에 성립한 미야자와 내각 (개조)에선 자치상 겸 국가공안위원장을 지냈다.
1990년 3월 에사키 마스미의 뒤를 이어 자민당 아이치현연합회장에 취임했다. 1996년 10월 총선에 출마했다. 무라타는 당선에는 성공했지만 15개 아이치현 선거구 중에서 자민당이 4군데만 승리하는 데 그쳐 그에 대한 책임을 지고 연합회장에서 물러났다. 후임으로 참의원 의원 오키 히로시가 연합회장이 되었는데 2년 뒤에 열린 참원선에서 오키가 낙선하면서 다시 무라타가 연합회장이 되었다.
2000년 10월로 예정된 총선에 불출마할 것을 6월에 표명한 뒤 연합회장으로서 선거전을 진두지휘하는 데 앞장섰다. 하지만 공명당, 보수당과의 선거 협력에 실패하자 책임을 지고 8월에 연합회장에서 물러났다. 한편 총선에서의 지지 기반은 전 아이치현의회 의원 야마모토 아키히코에게 물려줬다.
2003년 4월 2일에 급성 뇌경색으로 도요하시시의 한 병원에서 사망했다. 향년 79세. 무라타가와 자민당의 합동 장례가 이루어졌으며 장의위원장은 무라타의 의원 동기이자 청화회 회장과 총리대신을 지낸 모리 요시로가 맡았다. 사후에 정3위에 추서됐다.

## 역대 선거 기록
|  | 22.7% |

|  | 22.2% |

|  | 31.2% |

|  | 22.8% |

|  | 26.4% |

|  | 26.6% |

|  | 26.6% |

|  | 20.8% |

|  | 28.3% |

|  | 45.3% |

| 전임 오코노기 히코사부로 | 제44대 통상산업대신 1984년 11월 1일~1985년 12월 28일 | 후임 와타나베 미치오 |

| 전임 시오카와 마사주로 | 제44대 자치대신 1992년 12월 12일~1993년 8월 9일 | 후임 사토 간주 |

| 전임 시오카와 마사주로 | 제53대 국가공안위원장 1992년 12월 12일~1993년 8월 9일 | 후임 사토 간주 |